# Station Dún Laoghaire Mallin
Station Laoghaire Mallin is een treinstation in Dún Laoghaire, een plaats in Dun Laoghaire-Rathdown ten zuiden van Dublin.

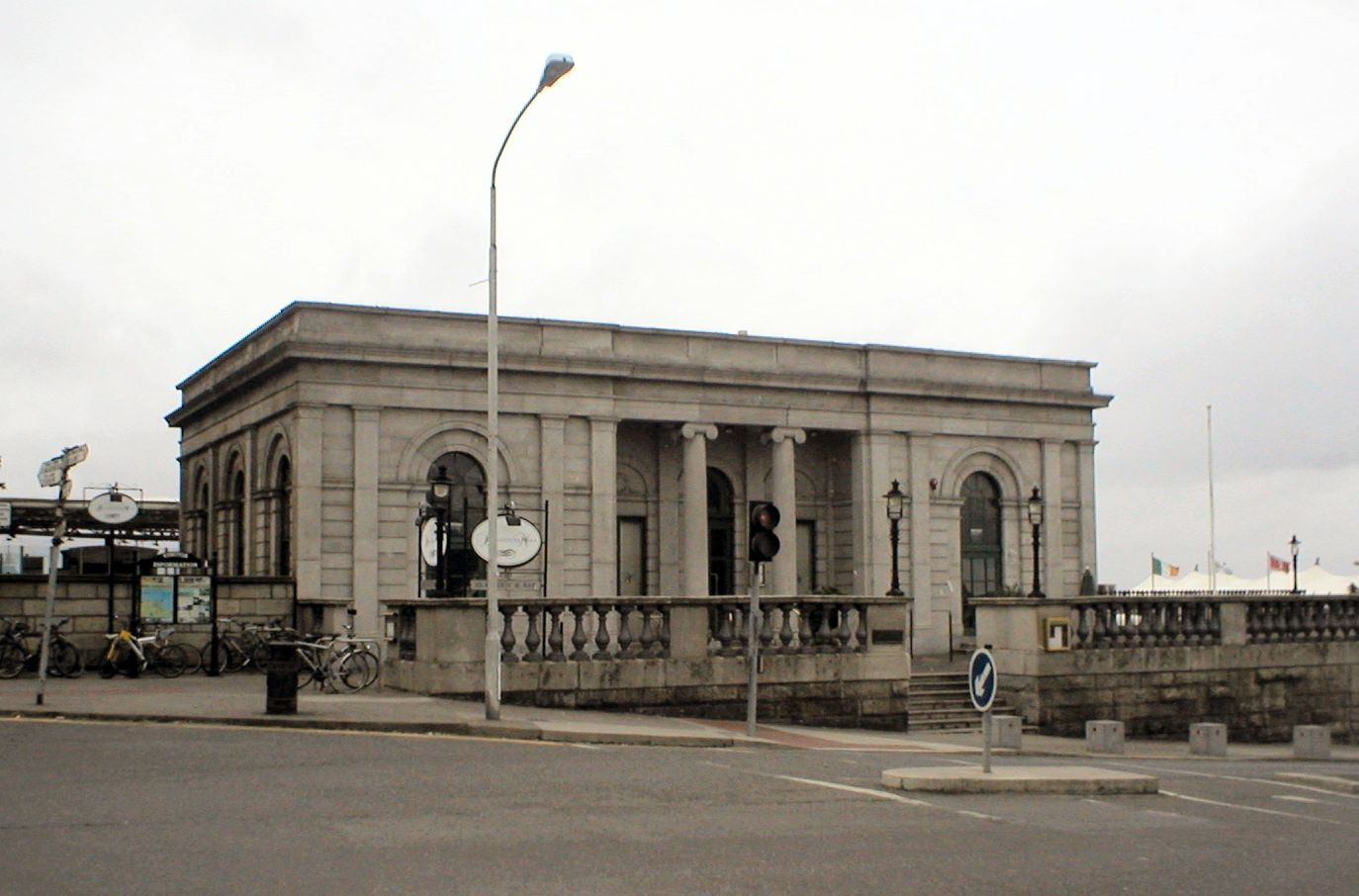
Het oude station

Het station werd geopend in 1837 als Kingstown Harbour, later enkel Kingstown. Het was het eerste eindpunt van de eerste spoorlijn in het land, de Dublin and Kingstown Railway die in 1834 werd geopend. Het stationsgebouw uit 1854 is niet meer in gebruik als station. Het heeft tegenwoordig een horeca-bestemming.
Het station in Dún Laoihare had altijd een directe aansluiting met de veerboot uit Holyhead in Wales. Deze lijn, onderhouden door Stena Line, werd echter in 2014 beëindigd. Stena heeft de route verlegd naar de haven van Dublin.
De huidige naam kreeg het station in 1966 bij de 50e herdenking van de Paasopstand. Het is vernoemd naar de vrijheidsstrijder Michael Mallin.
Het station wordt bediend door de forenzenlijn van DART die een kwartierdienst rijdt. Daarnaast stoppen de treinen naar en van Wexford en Rosslare in Dún Laoghaire.